# 红淖三铁路
红淖三铁路是中国新疆维吾尔自治区哈密地区境内的一条铁路，南起兰新铁路红柳河站接轨，向北至淖毛湖煤田、三塘湖煤田。线路全长625千米。主要服务于原煤外运，兼顾煤化工产品运输。

## 线路
单线重载电气化铁路。一期红柳河至淖毛湖矿区，正线长314.76km，红淖三矿区铁路东支线向北自淖毛湖镇东侧折向东四矿，长53.12015km；西支线自淖毛湖站向西至白石湖东，长60.57875km；煤化工专用线长7.6058km；铺设道岔68组，共设车站7个，国铁I级铁路。
近期年运量可达6000万吨，远期年运量将突破15000万吨。 

## 历史
红淖三铁路业主为红淖三铁路有限公司。其中广汇能源公司占股87%。
工程于2012年8月开工，原计划工期3年。总投资108.7亿元。发改委批复红淖三铁路的运价标准是每吨公里0.18元。
2019年1月3日，红淖三铁路正式开通运营。